# Oporinia unicolorata
Oporinia unicolorata är en fjärilsart som beskrevs av Lambill 1905. Oporinia unicolorata ingår i släktet Oporinia och familjen mätare. Inga underarter finns listade i Catalogue of Life.